# Нортхамптън (окръг, Пенсилвания)
Окръг Нортхамптън (на английски: Northampton County) е окръг в щата Пенсилвания, Съединени американски щати. Площта му е 976 km², а населението - 303 405 души (2017). Административен център е град Истън.